# Cuacos de Yuste
Cuacos de Yuste es un municipio y localidad española de la provincia de Cáceres, en la comunidad autónoma de Extremadura. Es la capital administrativa de la mancomunidad de La Vera, situada en el noreste de la provincia, y cuenta con una población de 829 habitantes (INE 2024).
Su conjunto histórico-artístico es amplio y se centra en gran medida en la figura del emperador Carlos I de España y V del Sacro Imperio, que eligió esta localidad para retirarse tras abdicar de su título de Rey de España en su hijo, Felipe II de España.

## Símbolos
El escudo municipal fue aprobado por el pleno del ayuntamiento el 29 de mayo de 1998 y su descripción heráldica es la siguiente:

Escudo medio partido y cortado. Primero, de gules, castillo de oro, mazonado de sable y aclarado de gules, con león empinado de oro a su diestra. Segundo, de plata, dos columnas de gules, sobre ondas de azur y plata, coronadas de corona Imperial la diestra y de corona Real la de la siniestra; rodeando a cada columna una cinta con la leyenda «PLUS» en la diestra y «ULTRA» en la siniestra. Tercero, de sinople, «Fuente de los Chorros» de plata. Al timbre, Corona Real cerrada.

## Geografía
El término municipal de Cuacos de Yuste limita con:
- Jarandilla de la Vera al este;
- Aldeanueva de la Vera al norte;
- Garganta la Olla al oeste;
- Jaraíz de la Vera y Collado de la Vera al sur;

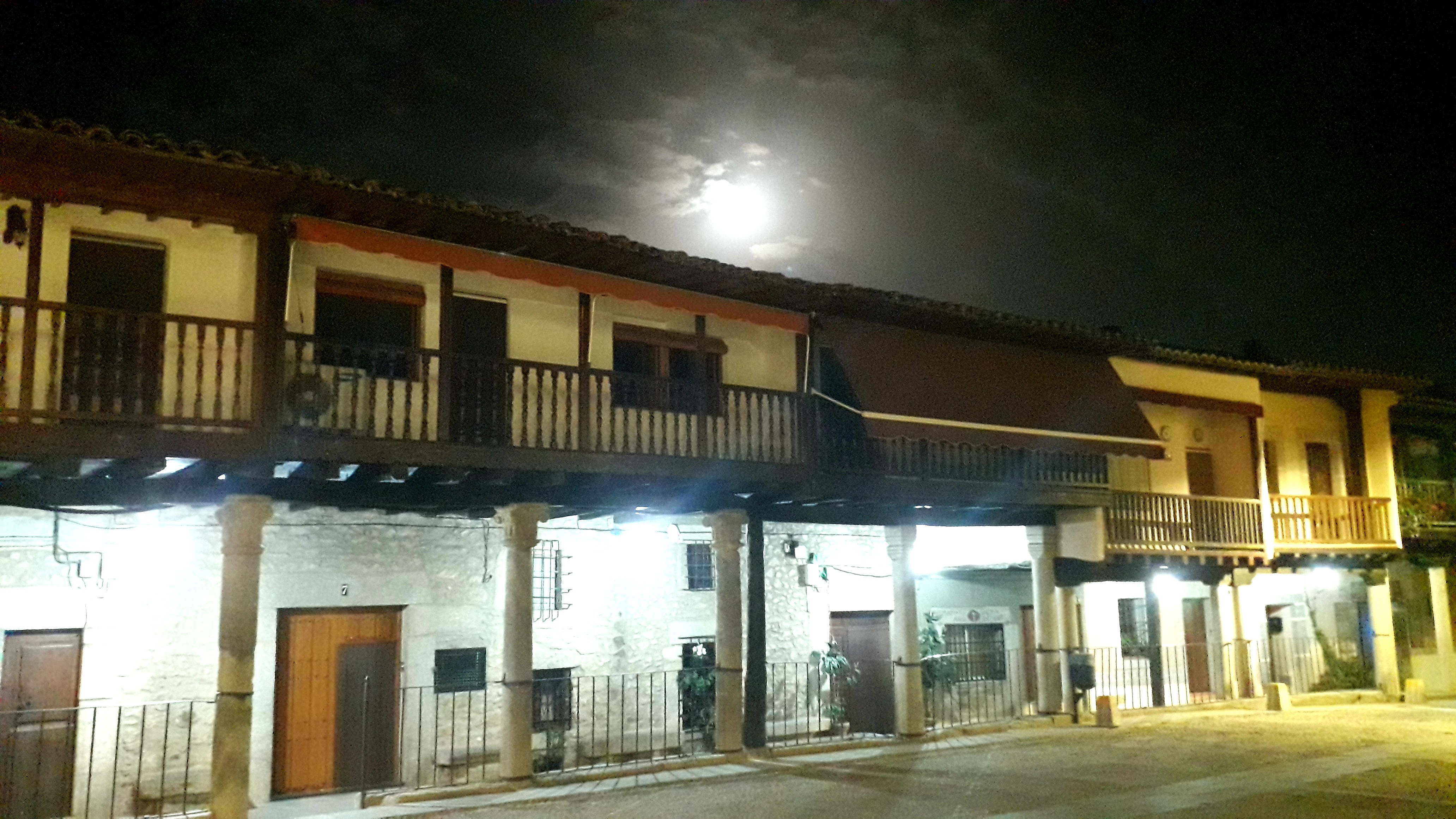
Luna llena en junio de 2022

- Talayuela al sureste.

## Historia

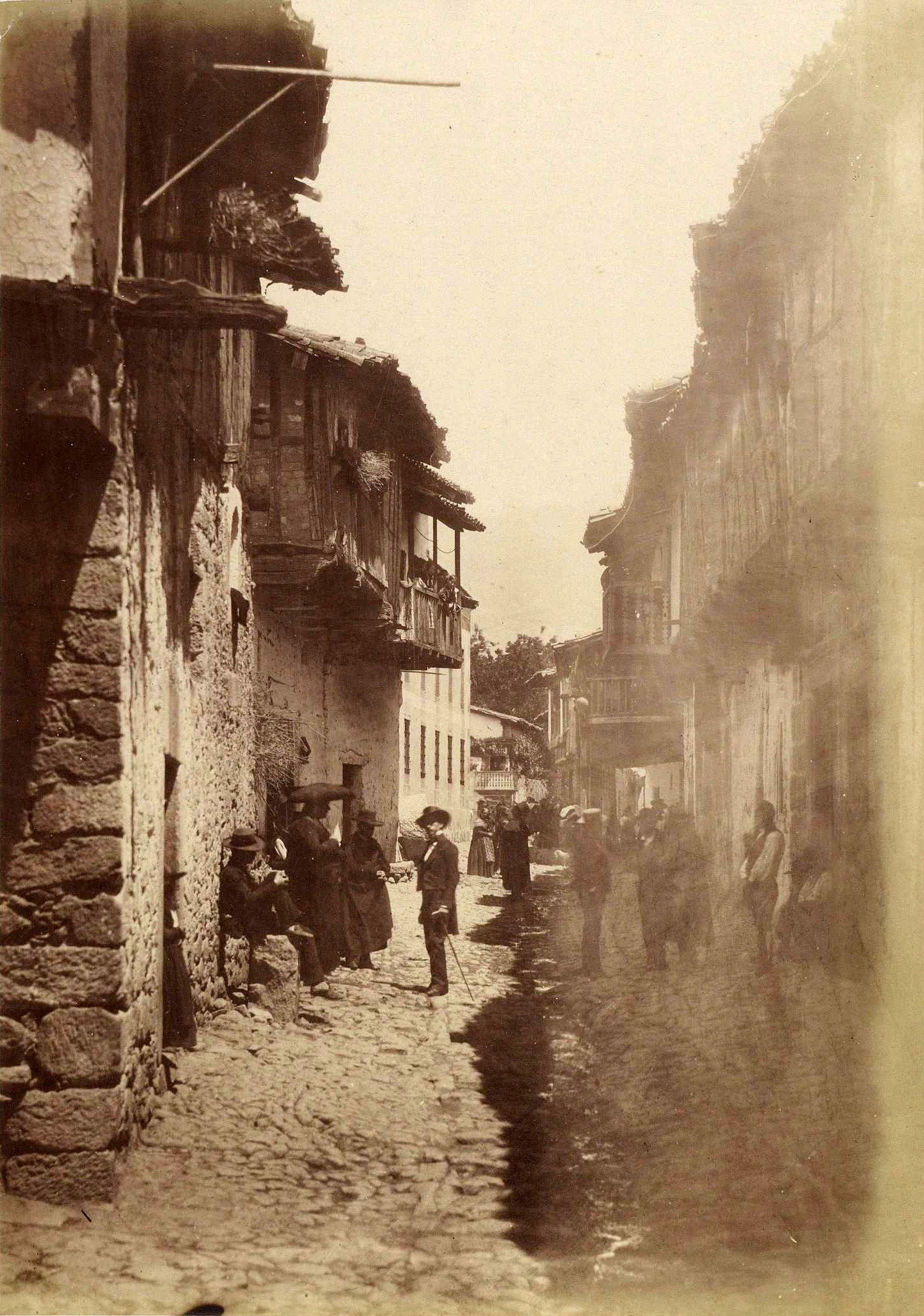
Calle de Cuacos de Yuste en 1858, fotografía de Charles Clifford

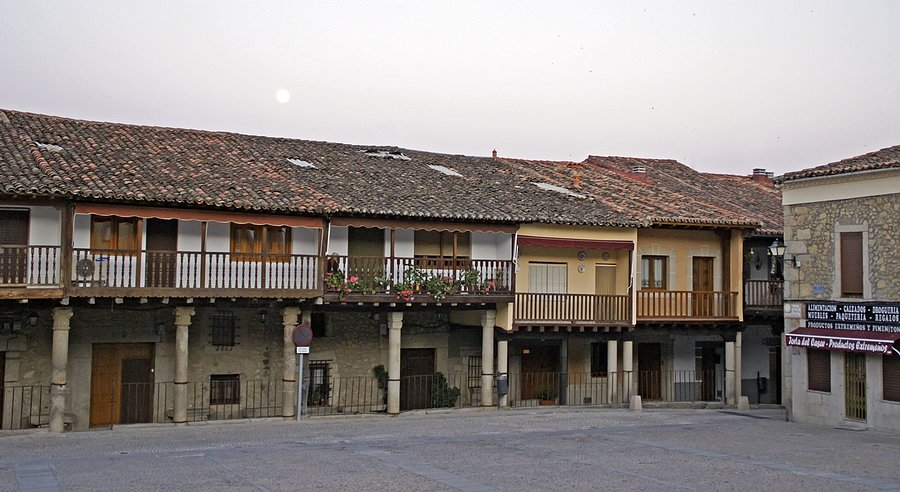
Plaza Mayor

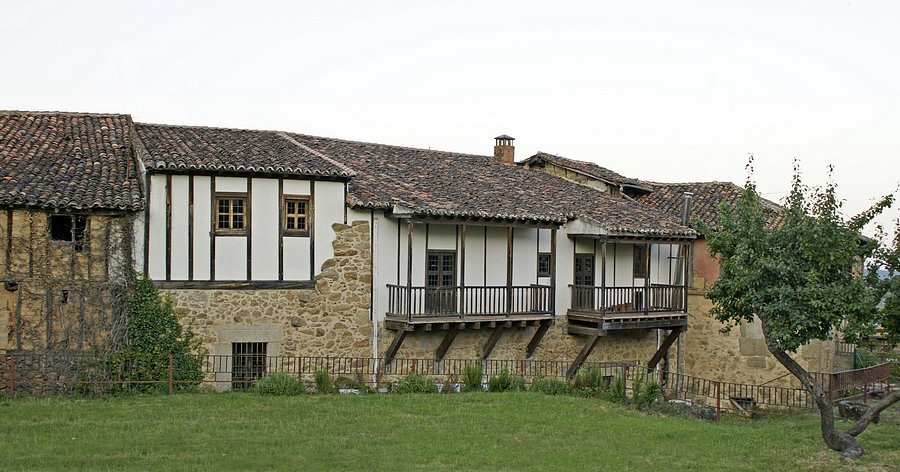
Arquitectura típica

Aunque no se sabe con exactitud cuando se poblaron estas tierras, existen vestigios de que fue mucho antes de la llegada del emperador Carlos V, en 1557. Después, con la llegada de éste, han sido numerosos los documentos hallados donde se hace mención a "Quacos".
Fue aldea del Sexmo de Plasencia hasta el 30 de mayo de 1806, cuando se le concedió el título de villa por real privilegio.
A la caída del Antiguo Régimen la localidad se constituye en municipio constitucional conocido como "Cuacos", que desde 1834 quedó integrado en el partido judicial de Jarandilla contando en el censo de 1842 con 220 hogares y 1205 vecinos.
Por el Decreto 300/1959, de 26 de febrero, se declara paraje pintoresco a Villa de Cuacos (Cáceres). Más tarde, en torno a los años 1960 "Cuacos de la Vera" cambió su nombre por el nombre "Cuacos de Yuste".
Siendo Alcalde, el Popular José María Hernández García, quien ha logrado alcanzar el mayor porcentaje de voto válido escrutado en la historia democrática de la localidad, alcanzando en las Elecciones Municipales de 2019 el 70%; se acuerda por Pleno el 19 de octubre de 2019, el Hermanamiento con la localidad italiana de Cava de' Tirreni, en la provincia de Salerno; municipio que también es socio de la Red de Rutas Culturales del Emperador Carlos V, con sede aquí en Cuacos de Yuste. Cabe recordar que en Cava de' Tirreni, el Emperador Carlos V ratificó el 25 de junio de 1535 los privilegios dados por su tatarabuelo Fernando I de Aragón, o de Nápoles, por entonces, en septiembre de 1460, y cuya ciudad formó parte de su reinado.
Cuacos de Yuste también ha alcanzado Acuerdos de Amistad y Cooperación Cultural con otras localidades que han tenido influencia con la vida del Rey-Emperador, a saber: Gante, en Bélgica, donde nace en 1500 Carlos V, y con Aquisgrán, en Alemania, donde es coronado Emperador del Sacro Imperio Romano Germánico en 1520.

## Demografía
Cuacos de Yuste cuenta con una población de 829 habitantes (INE 2024).
| Gráfica de evolución demográfica de Cuacos de Yuste entre 1842 y 2021 |
| |
| Población de derecho según los censos de población del INE Población de hecho según los censos de población del INEEn estos censos se denominaba Cuacos: 1842, 1857, 1860, 1877, 1887, 1897, 1900, 1910, 1920, 1930, 1940, 1950 y 1960. |

## Economía

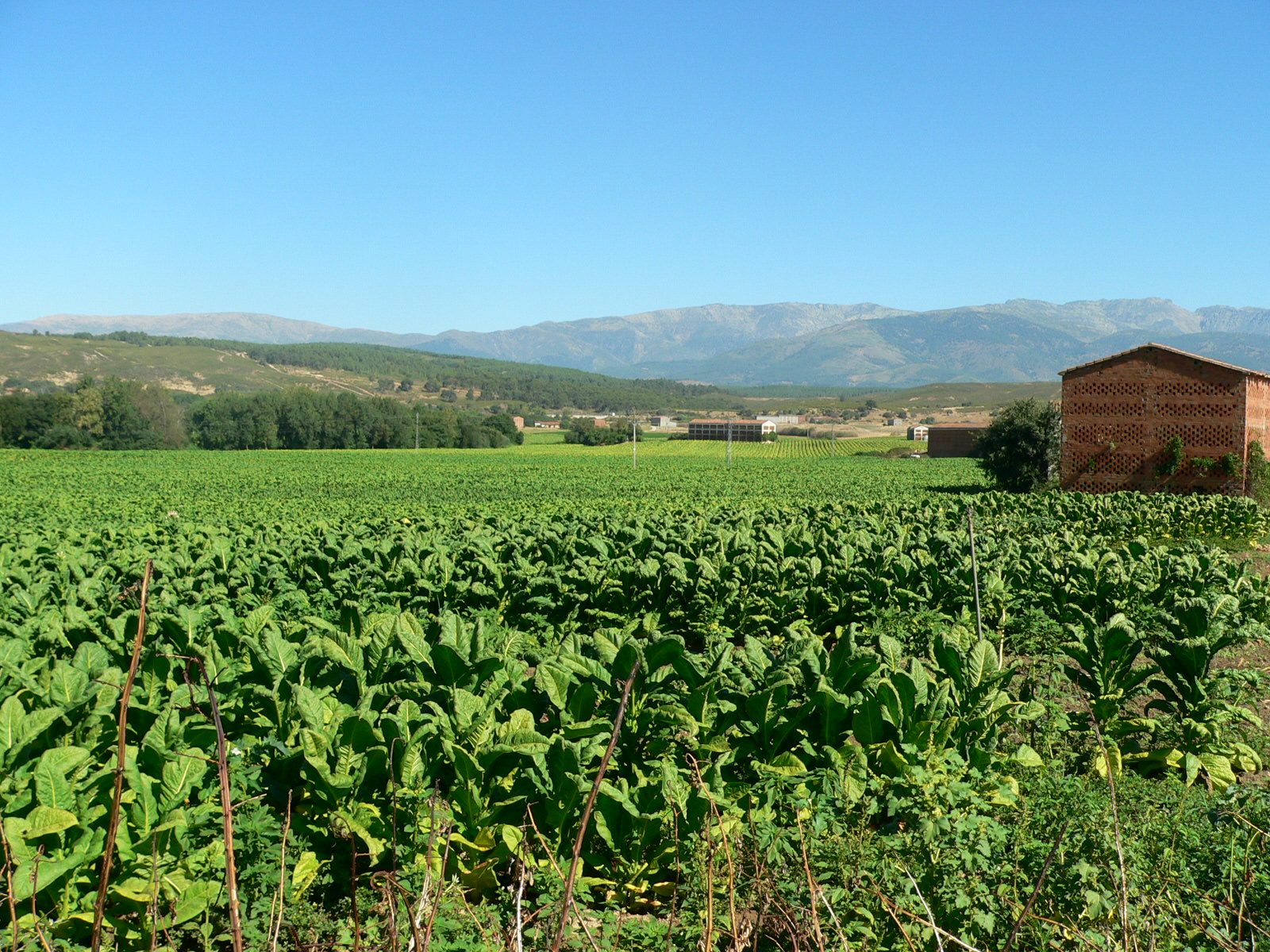
Plantación de tabaco en Cuaternos

La economía está basada principalmente en la agricultura y la ganadería. Destacando como zona de producción del pimentón con denominación de origen conocido como Pimentón de la Vera; tabaco, cerezas y ciruelas, quesos de cabra y oveja. El turismo es también importante, debido a los monumentos históricos del lugar.
Asimismo cuenta con una importante empresa de sacrificio y comercialización de carne de aves 

### Evolución de la deuda viva
El concepto de deuda viva contempla sólo las deudas con cajas y bancos relativas a créditos financieros, valores de renta fija y préstamos o créditos transferidos a terceros, excluyéndose, por tanto, la deuda comercial.
| Gráfica de evolución de la deuda viva del ayuntamiento entre 2008 y 2014                             |
| |
| Deuda viva del ayuntamiento en miles de Euros según datos del Ministerio de Hacienda y Ad. Públicas. |

La deuda viva municipal por habitante en 2014 ascendía a 0 €.

## Transportes
Carreteras
La principal carretera de Cuacos de Yuste es la carretera autonómica EX-203, que a su paso por el casco urbano de la villa lleva el nombre de avenida de la Constitución. Esta carretera atraviesa el pueblo de noreste a suroeste. Saliendo del noreste, esta carretera lleva a Aldeanueva de la Vera, Jarandilla de la Vera, Losar de la Vera, Valverde de la Vera, Villanueva de la Vera y Madrigal de la Vera hasta el límite con Castilla y León. Saliendo del suroeste, la carretera lleva a Jaraíz de la Vera, Torremenga, Tejeda de Tiétar y Plasencia. Junto a la EX-203, la otra carretera importante del municipio es la CC-913, que une Cuacos de Yuste con Garganta la Olla.

## Servicios públicos

### Educación
El pueblo cuenta con un colegio público de infantil y primaria, el CEIP Jeromín.
Guardería "Los Jeromines"

### Sanidad
En el municipio hay un consultorio de atención primaria.

## Patrimonio

### Monasterio de Yuste

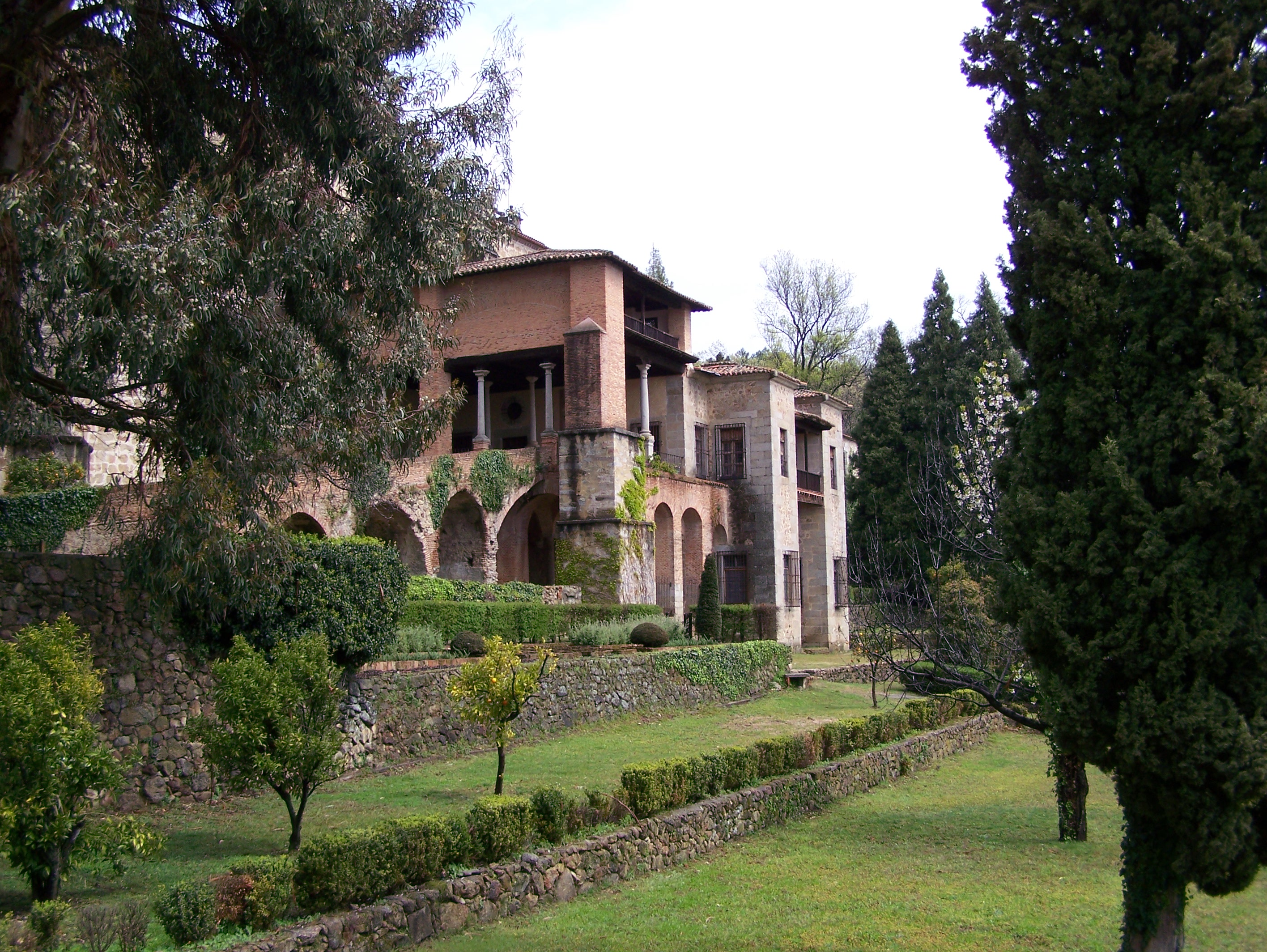
Monasterio de Yuste

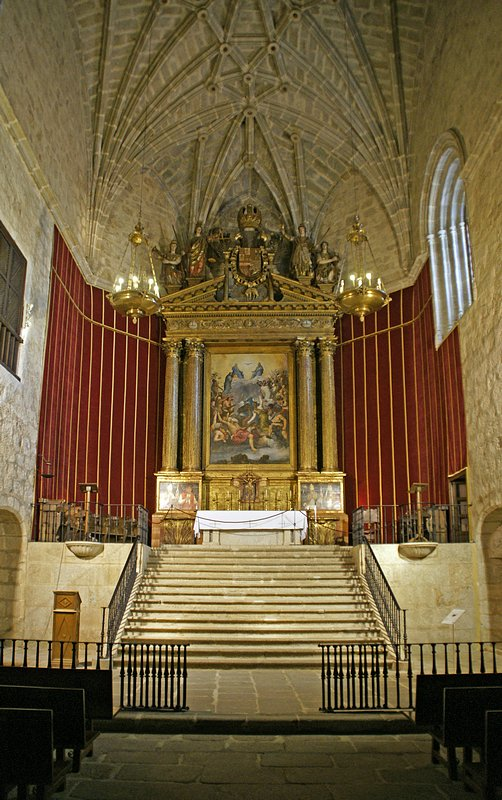
Iglesia del Monasterio de Yuste

El principal monumento del municipio es el Palacio-Monasterio de Yuste. En la actualidad, el palacio forma parte del Patrimonio Nacional, lugar vinculado a la Corona de España. El Monasterio fue uno de los principales enclaves de la Orden de San Jerónimo, hasta que estos dejaron el mismo. Actualmente, desde 2013, en el Monasterio residen Monjes Paulinos. El emperador Carlos I de España vivió poco más de un año en este lugar, antes de fallecer.

### Casa de Juan de Austria

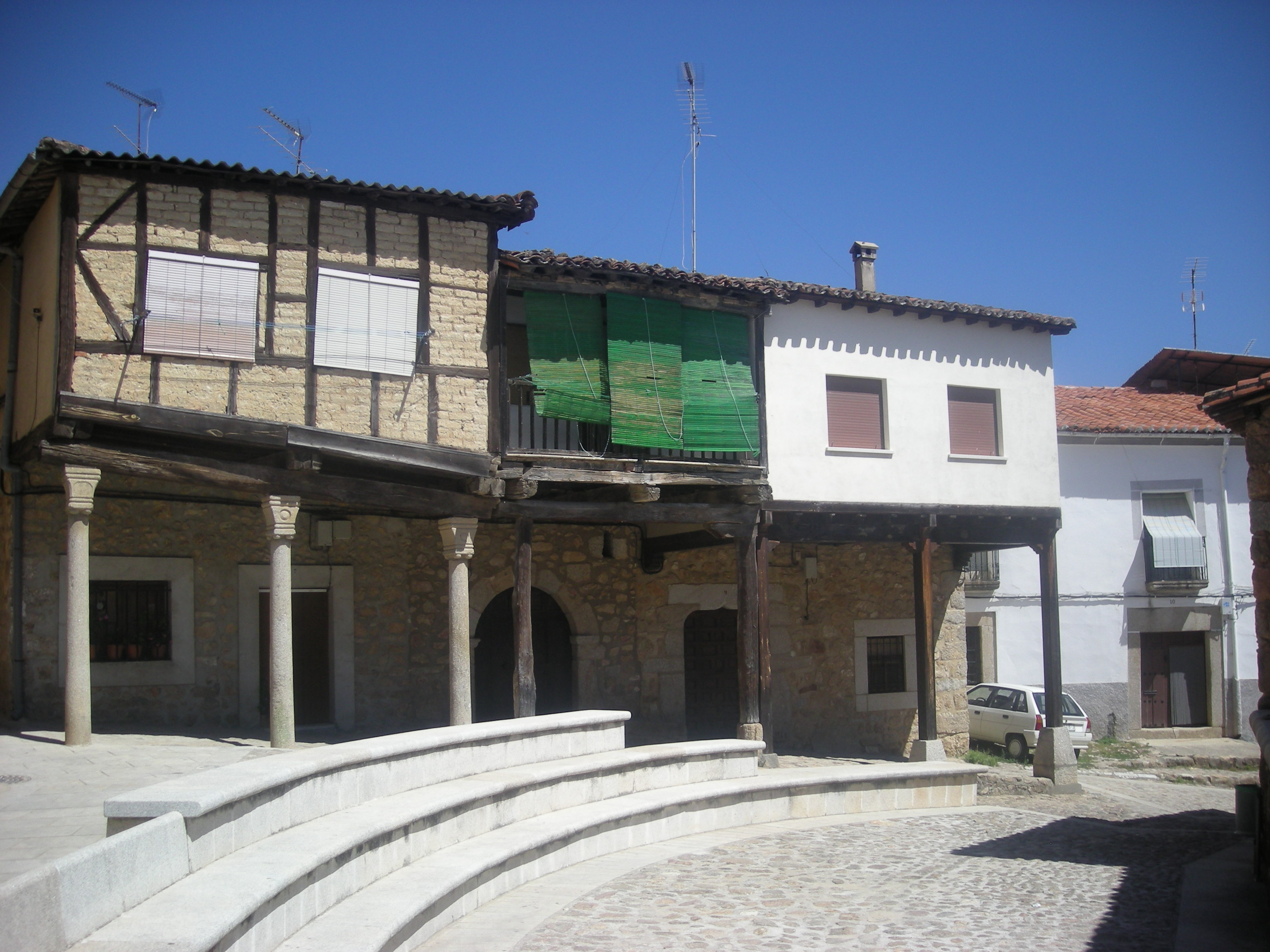
Casa de la Inquisición

Un lugar que sirve de muestra de la arquitectura verata es la sede de la Mancomunidad de La Vera, situada en la plaza de Juan de Austria. Edificio vinculado también al emperador, ya que según la historia es el lugar donde vivió el hijo natural del Emperador, al que popularmente se le conocía como Jeromín, aunque la historia lo recuerda como Juan de Austria, general y almirante que al mando de la flota de su hermanastro el rey Felipe II y de las naves venecianas, papales y genovesas, consiguió el gran triunfo en la batalla de Lepanto contra los turcos. Jeromín vivió en el edificio a cargo de los mayordomos del rey, Luis de Quijada y su esposa Magdalena de Ulloa. En la casa hay secaderos tradicionales de pimiento.

### Iglesia y ermitas

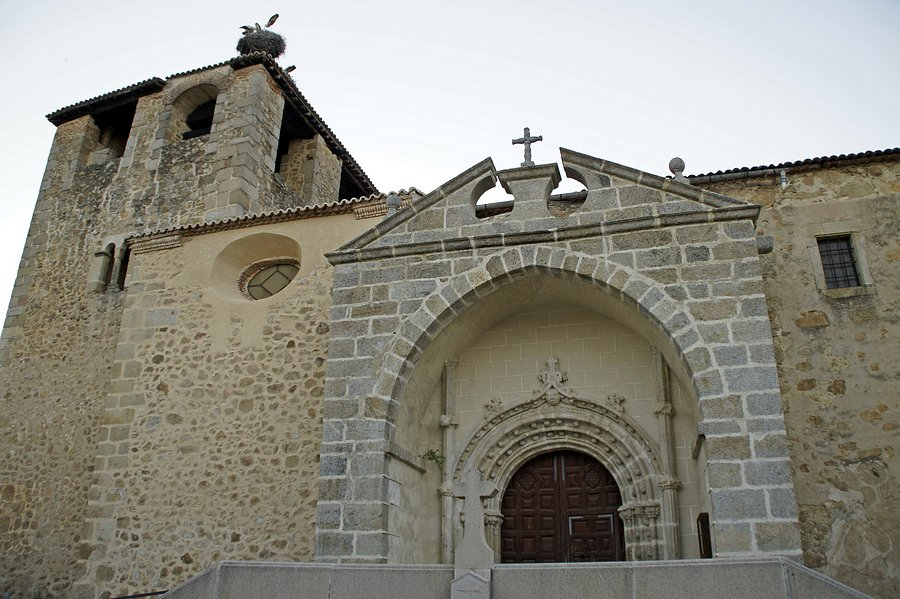
Iglesia de Cuacos de Yuste

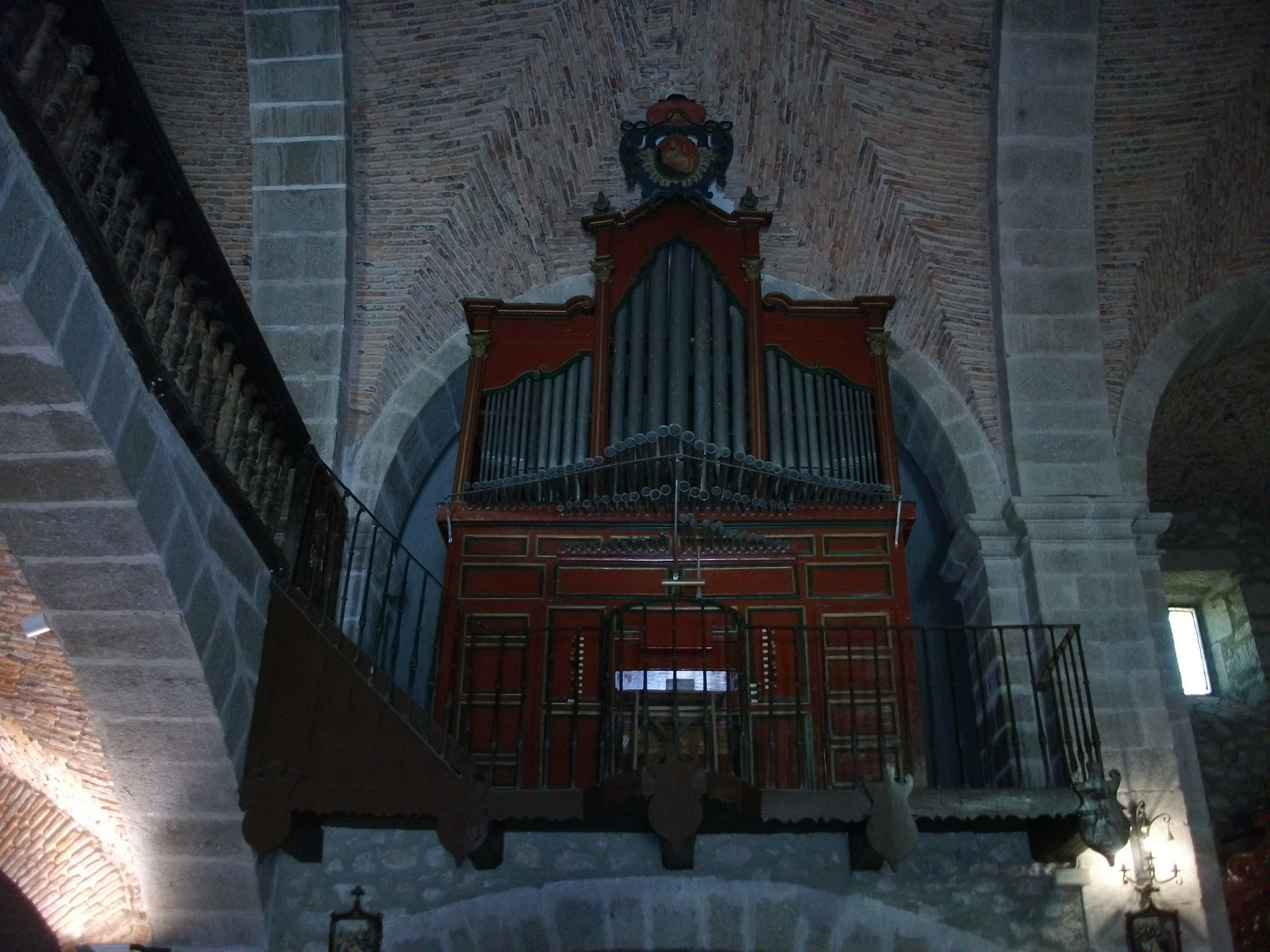
Órgano barroco policromado de la iglesia de Cuacos de Yuste

Otro monumento de interés es la iglesia parroquial católica bajo la advocación de Nuestra Señora de la Asunción, en la archidiócesis de Mérida-Badajoz, diócesis de Plasencia, arciprestazgo de Jaraíz de la Vera. Edificio donde destaca la sacristía, obra del siglo XVI.
La ermita de Santa Ana es una pequeña ermita restaurada recientemente, en cuyo interior alberga el Cristo del Amparo, talla que posee un gran valor histórico, del siglo XVIII.
La ermita de la Soledad está enclavada en lo alto de un monte rocoso y en ella se encuentra la patrona del pueblo, la Virgen de la Soledad, de estilo herreriano del siglo XVII.

### Cementerio alemán

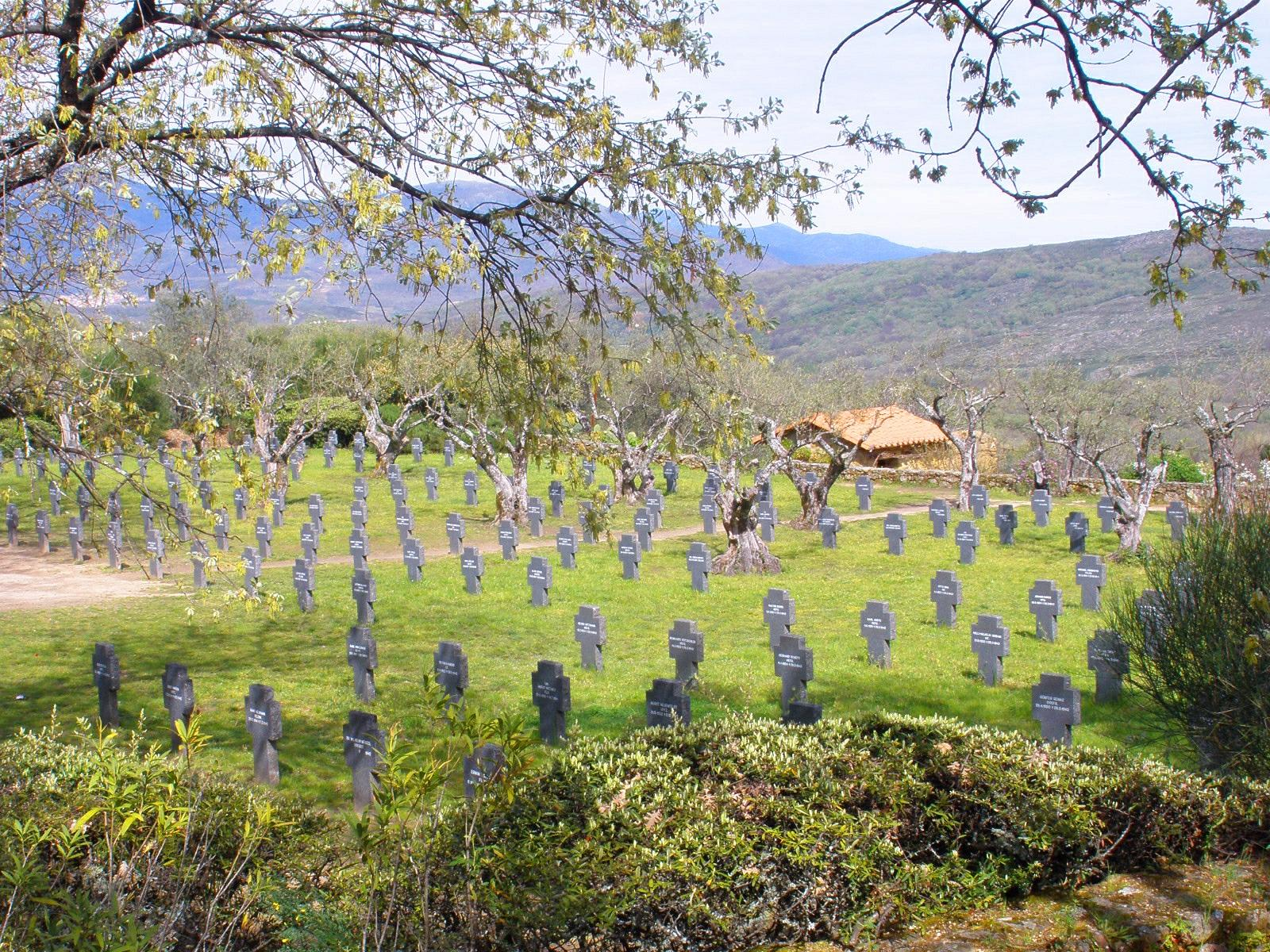
Cementerio alemán

Fuera del recinto histórico de la ciudad y muy próximo al monasterio de Yuste se encuentra el llamado Cementerio Alemán. Lugar donde fueron trasladados los restos mortales de los combatientes alemanes de la primera y Segunda Guerra Mundial que llegaron a las costas y tierras españolas debido a naufragios, accidentes o al derribo de sus aviones.

### Otros monumentos
Otros monumentos de la villa son:
- La Cruz verde.
- Sus casas solariegas.

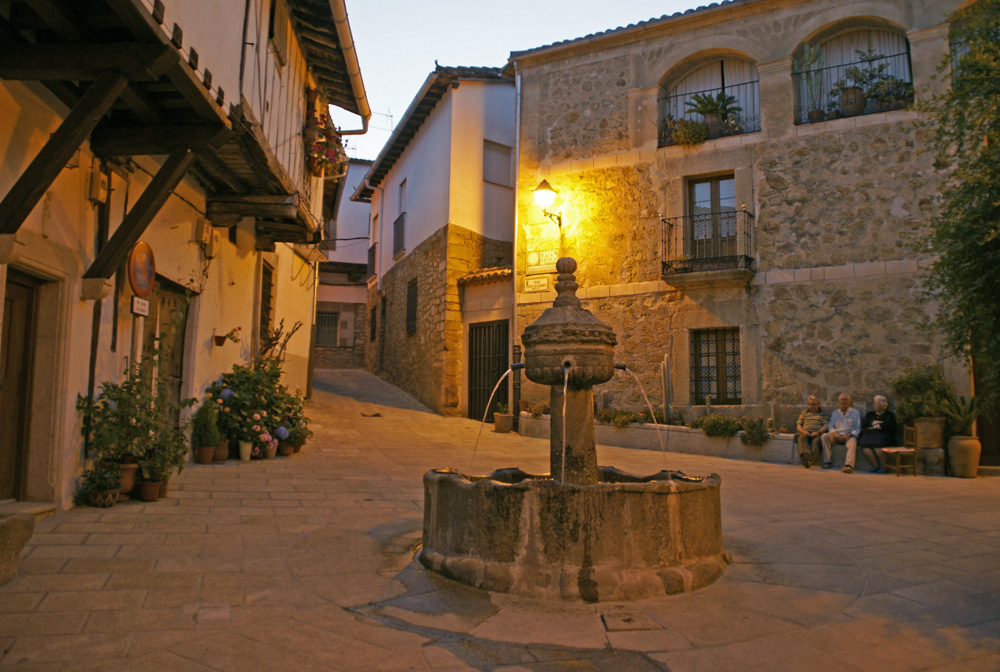
Fuente de los chorros

- Numerosas Fuentes: la fuente de la Higuera, La fuente de los Chorros, la Fuente Julián, el Chorrito...
- La plaza de España o plaza Mayor: en la cual se aprecian las características peculiares de la arquitectura de la zona: porticados sostenidos por columnas de piedra, algunas de ellas traídas del Monasterio de Yuste después de la desamortización de la iglesia, casas con entramados de madera y el ayuntamiento;
- Casa de Rafael Castaño: casa señorial de Rafael Castaño, antiguo escribano de la población de principios del siglo XVI, donde se puede apreciar el escudo de la familia Carvajal y la ventana bífora de arcos tribulados que hay en su parte superior. Situada en la calle Teodoro Perianes, con fachadas muy coloridas, influencia de casas de Flandes del siglo XVI;
- Las Ollas: paraje natural que ofrece la garganta de Cuacos. Junto a las Ollas se sitúa el puente romano. Este peculiar paraje se localiza en las afueras de la localidad. Es interesante observar las formas tan curiosas que el agua, con el tiempo, talla en las rocas.
- El Bañaero: garganta natural, donde se puede disfrutar de unos baños refrescantes. En 2014, se ha habilitado un mejor acceso y un puente para cruzar la garganta.
- Valfrío: paraje natural por el que discurre una garganta, muy visitado por el turismo sobre todo en época primaveral. Paisaje de bosques caducifolios, robles, castaños y cerezos, verde en primavera y amarillo, ocres y rojos en otoño. Madroños praderas, agua que fluye por todas partes.
- Mirador Barrera de Yuste, desde donde se contemplan vistas panorámicas espectaculares del Real Monasterio de Yuste, pero también se otea en el horizonte las comarcas del Arañuelo y de los Ibores.
- Monumento a Carlos V: conjunto escultórico realizado por el mexicano Carlos Terrés y que se ubica en el Cruce que conduce al Real Monasterio de Yuste, junto a la Oficina de Turismo, cuyo diseña recuerda una lata de pimentón.
- Cementerio Militar Alemán: en las cercanías del Monasterio de Yuste nos encontramos con el único cementerio militar que la Embajada Alemana tiene en España. Aúna los restos mortales de 180 soldados germanos que cayeron en territorio español durante las dos grandes guerras mundiales, 154 de la Segunda Guerra Mundial y 26 de la Primera Guerra Mundial. Cada año por el mes de noviembre se celebra aquí la festividad alemana del Día de la Patria, con gran presencia diplomática y militar y donde acude siempre el Alcalde de Cuacos de Yuste, José María Hernández García.
- Fuente de los Perdonáos: realizada recientemente es un homenaje a la figura de D. Juan de Austria, hijo bastardo del Emperador Carlos V, aquí llamado "Jeromín", y que pasó algunos años de su vida en la Casa de Jeromín, en la Plaza homónima, cuando su padre estaba de retiro en Yuste. Estuvo al cuidado de sus padres adoptivos D. Luis Méndez de Quijada y Doña Magdalena de Ulloa.
- Monumento a los Pimentoneros: Junto a la Fuente de los Perdonáos, en el cruce que conduce al Monasterio de Yuste, se halla el Monumento a los Pimentoneros, con un molino cedido por una de las fábricas locales con una leyenda que explica el proceso de producción de nuestro 'oro rojo'.
- Monumento a la Cuna Mundial del Pimentón de la Vera: en la entrada a la localidad se encuentra un magnífico monumento realizado por el artesano local, Moisés González Zanca, que recuerda que Cuacos de Yuste es Cuna Mundial del afamado Pimentón de la Vera, por cuanto aquí se comenzó a fabricar por los Monjes Jerónimos de Yuste allá por el siglo XVI.

## Cultura

### Festividades
Las principales fiestas de la localidad son:
- Carnaval: cuyo día típico es el martes por la mañana cuando los niños y niñas salen disfrazados a pedir chorizos y huevos por todo el pueblo, para después ir al campo a comer. Por la tarde, se hace un desfile de disfraces en la plaza Mayor y, a continuación, una verbena. Al día siguiente, miércoles, el entierro de la sardina y sardinada en la plaza.
- Lunes de Piedra: siguiente lunes al de Pascua. Este día se hace por la mañana en la iglesia una misa seguida de procesión con la Virgen de la Soledad (patrona) para despedirla, por la tarde se la sube en procesión hasta la ermita;
- San Juan: 23 y 24 de junio. En la noche de san Juan se celebra una verbena popular, los mozos del pueblo a medianoche van a cortar un roble para colocarlo en la plaza. Al día siguiente por la mañana se realizan juegos infantiles para todas las edades: rotura de pucheros, carrera de sacos, carrera pedestre y la célebre "cucaña" que consiste en clavar en el suelo un árbol pelado untado con sebo, donde los jóvenes muestran su destreza intentando subir hasta la cima para conseguir el premio;
- Virgen de Agosto: también llamada Fiesta del Emigrante. Toros al estilo de la Vera. Se celebra del 15 al 17 de agosto. Esta fiesta, que siempre se ha celebrado en septiembre después de la recogida de la cosecha, se ha trasladado a agosto en honor a los paisanos que tuvieron que abandonar su lugar de origen para buscar mejor vida. La fiesta incluye vacas y toros al tradicional estilo verato. Todo esto acompañado con diversas verbenas y otros actos culturales y religiosos;
- Cristo del Amparo: 14 de septiembre. Es la fiesta de más arraigo y también la más popular que se conserva desde antaño en la localidad. El Santo Cristo del Amparo sale en procesión y va precedido desde la misma iglesia por los danzantes que bailan al son de la flauta y el tamboril, haciendo una parada en cada plazuela para tejer el cordón. Terminada la procesión, al regresar de nuevo a la iglesia se inicia la Santa Misa, donde los danzantes también desempeñan un papel importante.
- Día de Europa: cada año, coincidiendo con el 9 de mayo, Día de Europa, se celebra en Cuacos de Yuste la solemne ceremonia de entrega del Premio Europeo Carlos V de manos de Su Majestad el Rey Felipe VI, jornada festiva que convierte a la localidad en capital de Europa, y que reúne a la práctica totalidad de prestigiosas personalidades del ámbito político, militar, eclesiástico, diplomático, institucional y europeo.

### Gastronomía
En la gastronomía del municipio destacan el aceite de oliva, la caldereta de cabrito y cordero, el gazpacho, las migas veratas, el Pimentón de la Vera, el refrito de magro de cerdo con pimientos, la sopa de patatas, la sopa de tomate, sopas Cachuelas, las "Bollas" de Semana Santa, tasajo, morcilla de patata o de calabaza, los quesos artesanales de cabra, los vinos de pitarra y dulces como perrunillas y huesillos.